# 広場恐怖症
広場恐怖症（ひろばきょうふしょう、英:Agoraphobia）とは、ほぼ毎回恐怖や不安を誘発するため、公共交通機関や、あるいは広い場所や閉ざされた場所を避けていることが6か月以上持続している、不安障害に含まれる精神障害である。典型的な広場恐怖症は、繰り返されたパニック発作の結果としての合併症である。治療法については、「広場恐怖症#治療」や「パニック障害#治療」を参照。
以前の第4版（DSM-IV）の邦訳では広場恐怖であり、これは広場恐怖を伴うパニック障害、パニック障害の既往歴のない広場恐怖を含む。
パニック発作、パニック様症状が起きることを恐れる。パニック様症状とは、パニック発作ではないが似たような発作で、症状が限られている。従って広場に限らず、旅行や家の外に出ること、群集
、発作時に避難できない閉鎖的な空間などが、恐怖や不安を誘発する対象になる。パニック障害の広場恐怖も参照。また、パニック発作については、パニック障害を参照。
広場恐怖症ではなく、社交不安障害は特定の社交を避け、限局性恐怖症（特定の恐怖症）は特定の対象や状況を避けている。

## 定義
精神医学的障害の一種である。

## 診断
DSM-5の広場恐怖の診断基準Cは、対象は、ほぼ毎回、恐怖や不安を引き起こすことを要求している。診断基準Eは実際の脅威や社会的状況に釣り合わないものであることを要求している。
診断基準Eは6カ月以上の持続を要求している。診断基準Eは著しい苦痛あるいは機能の障害であることを要求している。

### 鑑別診断
社交不安障害（社交恐怖）あるいは限局性恐怖症（特定の恐怖症）は時に、広場恐怖症へと発展する。社交不安障害は特定の社交を避け、限局性恐怖症（特定の恐怖症）は特定の対象や状況を避けている。心的外傷後ストレス障害では、心的外傷を想起させるようなものを避けている。強迫性障害では、儀式のきっかけとなるものを避ける。
抗不安薬が頻繁に用いられていると、不安が薬物依存症を起こし、薬をやめる時の離脱が不安を引きおこすため悪循環となる。

## 治療

### 心理療法
広場恐怖症に有効とされる治療法の一つに、曝露療法（エクスポージャー）がある。広場恐怖症では曝露を行う際、指示されて行うよりも心理療法士に導かれた方が、高い治療効果が得られたという研究結果もある。

#### 認知行動療法
下記のような認知再構成法・曝露療法・行動実験などの要素からなる、認知行動療法の有効性を示した事例もある。

##### 認知再構成法
まず、認知再構成法により、「不安に思っている場所・状況は、危険ではなく安全である」・「身体症状（パニック発作など）は危険なものではなく、体に無害である」・「不安や身体症状は時間経過とともに必ず収まる」という認知を形成できるよう支援する。
加えて、「考えていること（不安）と事実が別であること」に気づけるようサポートする、脱フュージョンの技法が有効であるとした研究もある。

##### 曝露療法
次に、曝露（不安や身体症状を感じる場所・状況に身を置くこと）により、「実際に身を置いてみると、不安に思っていた場所・状況は安全なところだった」・「回避せずとも、不安や身体症状（パニック発作など）が時間の経過とともに収まっていった」・「曝露を重ねるにつれ、不安感が下がっていき、身体症状も出なくなっていった」という体験ができるようサポートする。曝露には、「恐れていることが実際には起こらない」ということを確かめる行動実験的な要素もある。

##### 行動実験
また、広場恐怖を引き起こしている対人恐怖にアプローチした研究もあり、報告事例では対人恐怖を低減させること（行動実験などを通して、「不特定多数の他者は自分（私）のことを全く気にしていない（気に留めない）」・「自分が他者に不快感を与えることはない」などの事実を認識できるようサポートすること）が有効であった。